# Falus Róbert
Falus Róbert (eredeti neve: Frankl Róbert) (Budapest, 1925. október 2. – Budapest, 1983. augusztus 1.) magyar klasszika-filológus, kritikus, egyetemi tanár, József Attila-díjas (1967).
A Görög Nyelv és Irodalom Tanszék tanszékvezető egyetemi tanára, az MTA Klasszika-filológiai Bizottságának tagja, az Ókortudományi Társaság alelnöke, az Acta Antiqua és az Antik Tudományok szerkesztőbizottságának tagja, a Homonoia felelős szerkesztője volt.

## Életpályája
1945–1950 között a budapesti egyetem latin–görög szakon tanult az Eötvös József Collegium tagjaként.
1944–1945 között munkaszolgálatos volt. 1949–1950 között a budapesti egyetem görög tanszékének gyakornokaként működött. 1950-ben az Új Magyar Könyvkiadónál dolgozott. 1950–1957 között a Művelt Nép Kiadó munkatársa, 1957-től 1959-ig a Kossuth Kiadó felelős szerkesztője volt. 1959-ben az Eötvös Loránd Tudományegyetem görög tanszékének docense, 1972-ben tanszékvezető, 1979-ben egyetemi tanár lett. 1960–1964 között a Magyar Helikon Könyvkiadó irodalmi vezetőjeként, 1965-től a Kossuth Kiadó szerkesztőjeként, 1966-tól a Népszabadság állandó külső munkatársaként tevékenykedett.
Antik irodalommal, a logikai és esztétikai tudat kialakulásával, a dráma fejlődésével foglalkozott.

## Művei
- Békeharc Olaszországban (1953)
- Sophoklés (1954)
- Móricz Zsigmond: Forr a bor (szerkesztette, 1956)
- Erósz és Ámor. Görög és római költők a szerelemről (antológia, 1957)
- Horatius (1958)
- Görög költők antológiája (válogatta, 1959)
- Az ókori görög irodalom története I–II. (1964)
- A római irodalom története (1970)
- Az antik világ irodalmai (1976) Online
- Görög harmónia (tanulmányok, cikkek, 1980)
- A Római Birodalom (1981)
- Az aranymetszés legendája (1982)
- Apollón lantja. A görög-római irodalom kistükre (1983)
- Platón válogatott művei (válogatta, 1983, 1997)
- Platón összes művei. I-III. (szerkesztette, 1984)

## Díjai, kitüntetései
- Ábel Jenő-emlékérem (1977)